# 卡桑德拉半岛

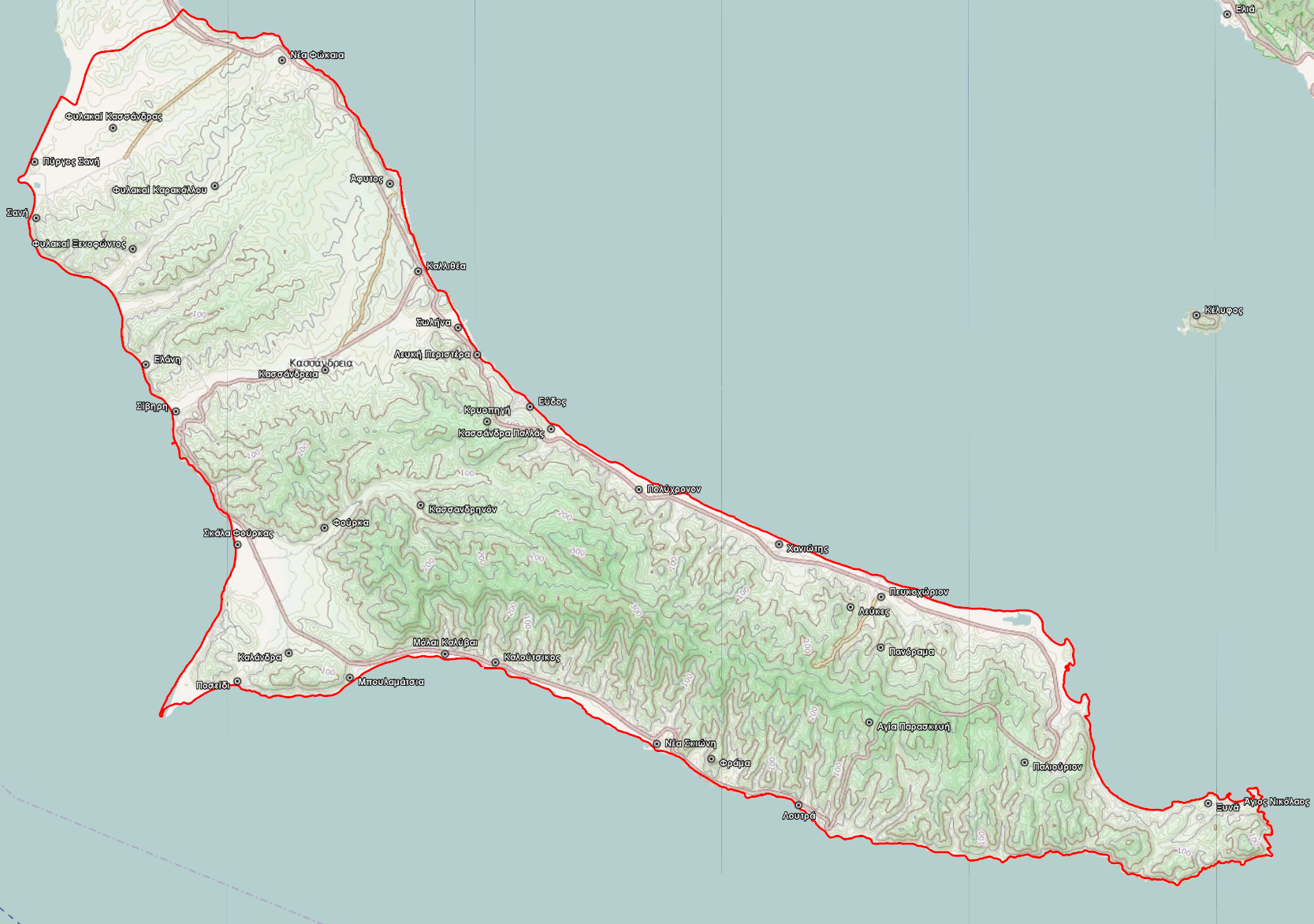
卡桑德拉半岛

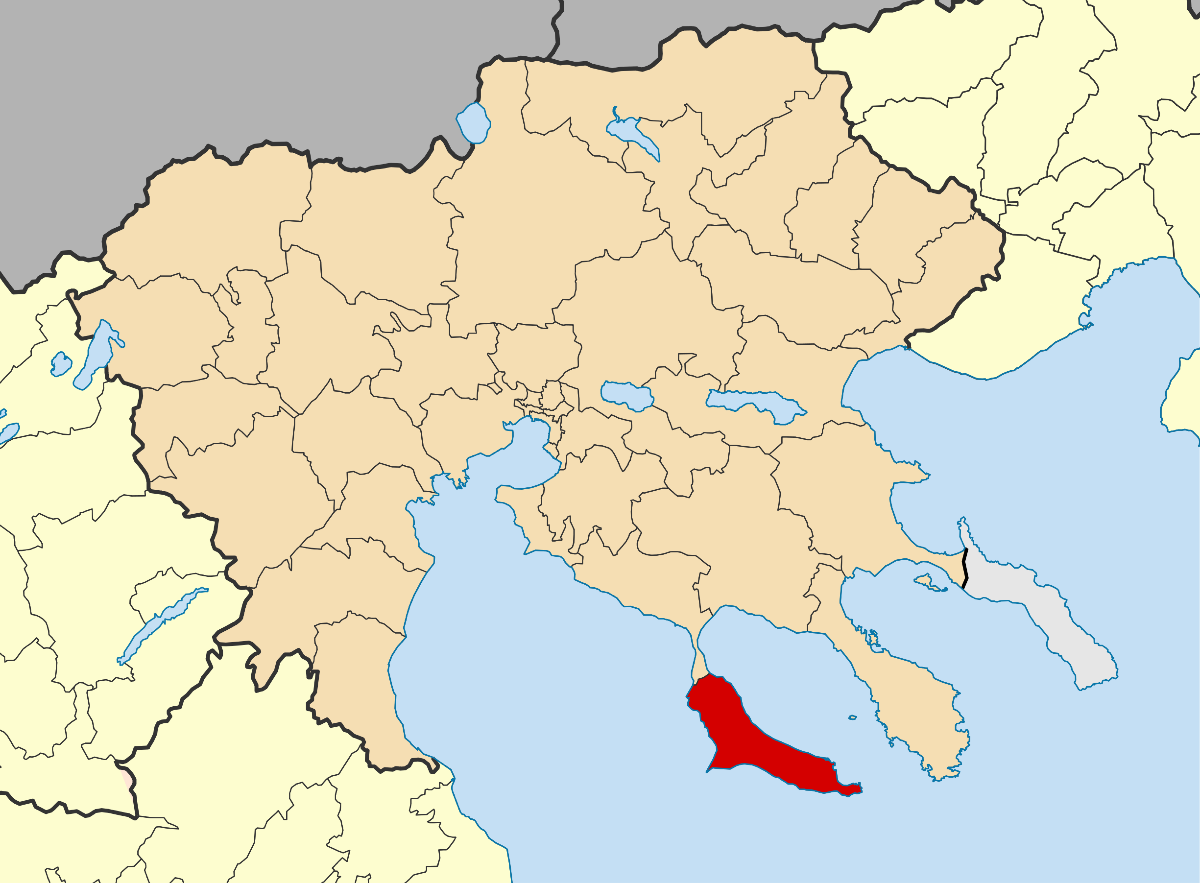
卡桑德拉半岛的位置

卡桑德拉半岛（希臘語：Χερσόνησος Κασσάνδρας）是希臘北部的半島，位於馬其頓地區，是哈爾基季基半島南部的「三根手指」中的左側。面積334平方公里。
卡桑德拉半岛在古時稱為“帕勒涅”（Pallene），科林斯人曾在半島北端建立城邦波提狄亚。波提狄亚後來被馬其頓王國摧毀，在前四世紀末於此地重建了一座城市，以自己命名為卡桑德瑞阿。